# 重装机兵2
《重装机兵2》是由Crea-Tech出品，Data East发行于1993年3月5日的超级任天堂角色扮演游戏，游戏是重装机兵系列的第二部作品。在2003年，由Now Production复刻于GBA的移植版《重装机兵2改》的发售。2010年，Enterbrain发行游戏的Wii模拟器版。2011年12月8日， 角川游戏发行了于任天堂DS平台的重制版。
游戏原版在日本售出约25万份。

## 游戏设定
本作继承了前作《重装机兵》的开放、非单一主线的风格，玩家可以自由的决定行进路线和完成任务的顺序，甚至不需要其他人物入队。游戏战斗采用回合制，玩家除了用肉身直接血拼，还可以乘坐战车迎敌。而战车则可以由玩家组装或定制，但需要注意是否会超载；而一些地方战车不能通行，这就必须要玩家下车步行并与敌人作战了。此外游戏中还设有小游戏，即打坦克和青蛙赛跑。和前作相比，本作中我方除了猎人、技师、士兵三人组外，还增加了由AI控制的战狗角色。而在世界地图上，玩家除了陆地外还可以乘船在内海中移动。

## 剧情
为了抵御侵略马多的掠夺者部队，镇里高价雇佣来了四位雇佣兵——隼之弗艾伊、铁男阿帕奇、暴走吉普的加西亚和不死女战神玛利亚来守住村子；玛利亚带来的小孩就是故事主角。虽然在马多的酒吧中发生了一些不愉快的事情，但是雇佣兵们还是要联合起来对抗到达村庄的掠取者。在轻松击败了掠取者的先头部队后，登场的却是残忍的“四大天王”之首——泰德·布罗拉，他很快将其他三人击倒，而玛利亚为了保护主角，生命亦到了尽头。
主角得到加西亚留下的战车后离开了马多镇，开始了自己的旅行。在东北方的厄尔尼诺，广场的监狱中关了一个弄坏坏掠夺者战车的技工，主角驾驶着战车冲过了厄尔尼诺西边侵略者封锁的大桥后找到了“撬锁高手”银牙，并请他把技工救出来，得救的技工遂加入了队伍。旅行的途中他们来到了一个都是狗的小村子，这些狗似乎也愿意和主角们一起旅行，于是主角选择了一只毛色比较特别的狗加入队伍。二人一狗继续旅行，在一座阴森的高层建筑下面发现了一具尸体，主角们击败了大楼的守护者后，通向对岸的要津也终于连通了，同时主角们也把尸体送回马多请求明奇博士把她复活。复活的女战士原来就是隼之弗艾伊的妹妹，她在哥哥的墓前哀悼完后又离开了马多，主角们也接着探索前方未知的道路。当到达一座港口城镇之时，主角们又遇见了那个女战士，而她试图游过海洋被吞入鱼腹，结果又被主角们带回马多复活。再度复活的女战士为了报仇而强制加入了队伍，三人乘坐定期船到达下一个城镇时遇到了向U鲨鱼复仇多年的哈亚船长，得到他的允许后，主角上了他的船一起杀掉了U鲨鱼，而复仇完成的哈亚船长也将他的“涅墨西斯号”交给了主角。
可以自由在世界旅行的主角来到了一个外形为天鹅的游船镇子，而被掠夺者改造过的加西亚正在这里等着和主角决斗，打败了加西亚后，主角得到了可以开大多数电子锁的黑客钥匙。主角们在消灭赏金怪物的同时也帮助城镇中的人们获得了更好的生活环境，终于，主角们来到了一座废弃都市的大门前，可是主角们却怎么打不开这座门，于是只好离开这里。在世界继续游荡的他们来到了海中恶魔岛的大楼前，却遭到了猛烈的炮轰，于是主角们快速进入了建筑物内；通过观察这里的信息，一行人得知这里是人体改造工厂，于是便消灭了这里的头目，并找到那座神秘都市大门的钥匙。神秘的大门里是一座荒废的城市，而主角们解开了里面的一道道防御机关后终于见到了自己的仇人——泰德·布罗拉，从和他的对话得知他并不是掠夺者的真正头目，报完仇的主角接着探索着这里。翻阅这里遗留的笔记，以及根据在旅途中的对话，主角们得知这座建筑是为曾环保事业做出重大贡献著名科学家、社会学家和政治家巴亚斯·布拉德建立的，当他发现自己身患重病后便淡出了社会，并在这里研究着什么。一层一层的深入建筑，主角们发现了已经将脑细胞植入电脑的“布拉德博士”，对话过后便和它展开了战斗。怕死的布拉德博士即使变成了电脑也依然没有能逃脱死亡，而由于核心电脑被破坏，这座建筑也即将面临坍塌，当主角们醒来的时候，发现已经到达另一个地方，战车已经不见，世界也和平了。

## 开发
经过两年的开发，Metal Max 2于1993年3月5日发售。相较后期赶工严重的MM1，MM2有了较为充裕的开发时间，游戏完成度很高，后期调试也做得不错。游戏系统继承了前代的人车双战斗系统，在此基础上加以强化完善。
战车系统中，不仅如前代一样可以对底盘和引擎加以改造，更可以改造战车各类武器装备和C装置。战车开洞的自定义性也得到了加强，玩家可任意改造“//”的洞位类型，按自己的意愿配备不同类型的装备。
人物白兵战方面，则增加了小狗战士波奇。战狗有自己的专用武器装备，不能乘坐战车，在战斗中不受玩家指令控制，凭自己的本能战斗。虽然有时比较麻烦，不过倒是给战斗增加了不少变数和趣味。况且战狗的成长率不俗，用心培养的话，是相当强的战力。
本作的菜单指令也可以根据玩家的需要，进行相当详细的自定义设定，这点在以后的作品中也得到了继承。
MM 系列提倡自由开放的角色扮演，强调玩家的代入感。不过这个理念在实际运用当中，也会容易产生剧情松散的弊病。这点在初代表现的比较突出，也许是多数玩家还 是不太能适应这种“自由散漫”，还有点有始无终的游戏方式。综观国外各大游戏站点上的评价，对此有异议的玩家不在少数。在国内，则更生出了无数关于结局的 谣言，这自然是题外话。
在MM2中，制作组似乎也意识到了这个问题。在保持高自由度传统的情况下，主线剧情得到了相当大的凸显。相较于 MM1轻松调侃的气氛，MM2一开场便是惨烈的战斗和杀戮。而主线的剧情，则是主角对掠袭者组织的复仇。以此为脉络，展现了MM2更加宏大细致的世界设 定。另外本作虽然仍有多结局模式，但击败最后的布拉德博士后， 有了一个清晰明了的结尾——猎人们或许还会踏上征途，但对整个掠袭者组织的复仇算是结束了。
由于转移至高位平台，相较于初代， MM2的影音效果得到了质的飞跃。如果以现在的眼光来看，自然觉得画面简陋。但仔细的欣赏，仍然能感觉到图形点绘师老到的功力，画面风格与MM2苍凉的背景十分搭调。人物设定仍然是宫冈的老乡山本贵嗣，粗犷豪放的画风与MM系列的硬派风格可说是相得益彰。而SFC机能的提升，也使得作曲门仓聪的才能能够更自由的施展。除了初代就有的系列保留曲目外，门仓先生为MM2谱写了不少脍炙人口的新曲。一曲哀婉凄绝的更是绝唱。
因为SFC在中国大陆普及率不高，再加上语言障碍，'Metal Max 2在国内名头不响。即便是通过初代汉化培养起来号称铁杆的玩家群体中，玩过本作的也是为之甚少。不少人还是在后来网络发达、模拟器技 术发展成熟起来后，才接触到MM2的。而在日本国内，Metal Max 2的出现在当时却是一大话题，作品本身的高素质、初代获得高评价累积的声望，加上对应的是热销的主机，使得MM2得到了各方的赞赏。时至今日，仍然被认为 是系列中素质最高的一作。而且MM2也创下了系列中最高的销售记录，总计销量在28万份左右。

### 复刻与移植
《重装机兵2》包含三个复刻移植版本，分别是复刻于Game Boy Advance平台的《重装机兵2改》，Wii移植版和任天堂DS平台的重制版《重装机兵2：重制版》。
《重装机兵2改》（日语：メタルマックス2改），简称“MM2改”，是《重装机兵2》于GBA平台的复刻版，游戏由Now Production复刻并发售于2003年6月20日。其中“改”字表示在增加和赏金首和租借战车。由于最初发布的版本（1.0版）Bug较多，之后又发布了修正版（1.1版），但修正版仍然存在着一些Bug。
《重装机兵2 重制版》（日语：メタルマックス2:リローデッド），简称“MM2R”，是《重装机兵2》于任天堂DS平台的复刻版，游戏于2011年12月8日发售。游戏采用了《重装机兵3》引擎，而本作中玩家除了将可以选定主角的性别，人物职业也从三种增加到六种，此外，战车和赏金首较原作也有所变化。